# Copa del Presidente de la República 1936
Die Copa del Presidente de la República 1936 (auch: Copa de España de Fútbol 1936) war die 34. Austragung des spanischen Fußballpokalwettbewerbes, der heute unter dem Namen Copa del Rey stattfindet. Es war der letzte Pokalwettbewerb, welcher unter diesem Namen abgehalten wurde und bis zum Jahr 1939 auch der vorerst letzte offizielle Wettbewerb, da im selben Jahr der Spanische Bürgerkrieg ausbrach. Der Pokal begann am 15. Februar und endete mit dem Finale zwischen dem FC Madrid und dem FC Barcelona am 21. Juni 1936 im Estadio Mestalla in Valencia, welches Madrid mit 2:1 gewann.

## Erste Hauptrunde
Die erste Hauptrunde fand in sieben Gruppen mit Hin- und Rückspielen statt. Die Gruppensieger und der CD Mallorca, welcher ein Freilos erhielt, qualifizierten sich für die zweite Hauptrunde.

### Gruppe 1
|                     | Ergebnis |                     |
| ------------------- | -------- | ------------------- |
| Deportivo La Coruña | 4:1      | Club Lemos          |
| Club Lemos          | 3:0      | USC Lavadores       |
| USC Lavadores       | 2:5      | Deportivo La Coruña |
| Club Lemos          | 1:1      | Deportivo La Coruña |
| USC Lavadores       | 1:0      | Club Lemos          |
| Deportivo La Coruña | 1        | USC Lavadores       |

| Pl. | Verein              | Sp. | S | U | N | Tore    | Quote | Punkte |
| --- | ------------------- | --- | - | - | - | ------- | ----- | ------ |
| 1.  | Deportivo La Coruña | 4   | 3 | 1 | 0 | 010:400 | 2,50  | 07:10  |
| 2.  | Club Lemos          | 4   | 1 | 1 | 2 | 005:600 | 0,83  | 03:50  |
| 3.  | USC Lavadores       | 4   | 1 | 0 | 3 | 003:800 | 0,38  | 02:60  |

Stadium Avilesino qualifizierte sich ebenfalls für die Gruppe 1, trat aber nicht zum Wettbewerb an.

### Gruppe 2
|                      | Ergebnis |                      |
| -------------------- | -------- | -------------------- |
| CD Nacional Madrid   | 3:0      | Valladolid Deportivo |
| Sporting Gijón       | 7:0      | UD Salamanca         |
| Sporting Gijón       | 8:1      | Valladolid Deportivo |
| UD Salamanca         | 2:2      | CD Nacional Madrid   |
| Sporting Gijón       | 4:1      | CD Nacional Madrid   |
| Valladolid Deportivo | 2:1      | UD Salamanca         |
| UD Salamanca         | 0:1      | Sporting Gijón       |
| Valladolid Deportivo | 4:1      | CD Nacional Madrid   |
| CD Nacional Madrid   | 3:2      | Sporting Gijón       |
| UD Salamanca         | 2:1      | Valladolid Deportivo |
| CD Nacional Madrid   | 0:1      | UD Salamanca         |
| Valladolid Deportivo | 4:1      | Sporting Gijón       |

| Pl. | Verein               | Sp. | S | U | N | Tore    | Quote | Punkte |
| --- | -------------------- | --- | - | - | - | ------- | ----- | ------ |
| 1.  | Sporting Gijón       | 6   | 4 | 0 | 2 | 023:900 | 2,56  | 08:40  |
| 2.  | Valladolid Deportivo | 6   | 3 | 0 | 3 | 012:160 | 0,75  | 06:60  |
| 3.  | CD Nacional Madrid   | 6   | 2 | 1 | 3 | 010:130 | 0,77  | 05:70  |
| 4.  | UD Salamanca         | 6   | 2 | 1 | 3 | 006:130 | 0,46  | 05:70  |

### Gruppe 3
|                 | Ergebnis |                 |
| --------------- | -------- | --------------- |
| FC Donostia     | 3:0      | Unión Club Irún |
| FC Barakaldo    | 4:1      | SD Erandio Club |
| SD Erandio Club | 2:1      | FC Donostia     |
| Unión Club Irún | 1:2      | FC Barakaldo    |
| SD Erandio Club | 2:1      | Unión Club Irún |
| FC Donostia     | 2:1      | FC Barakaldo    |
| SD Erandio Club | 2:0      | FC Barakaldo    |
| Unión Club Irún | 2:1      | FC Donostia     |
| FC Barakaldo    | 5:0      | FC Donostia     |
| Unión Club Irún | 1:1      | SD Erandio Club |
| FC Donostia     | 1:0      | SD Erandio Club |
| FC Barakaldo    | 2:2      | Unión Club Irún |

| Pl. | Verein          | Sp. | S | U | N | Tore    | Quote | Punkte |
| --- | --------------- | --- | - | - | - | ------- | ----- | ------ |
| 1.  | FC Barakaldo    | 6   | 3 | 1 | 2 | 014:800 | 1,75  | 07:50  |
| 2.  | SD Erandio Club | 6   | 3 | 1 | 2 | 008:800 | 1,00  | 07:50  |
| 3.  | FC Donostia     | 6   | 3 | 0 | 3 | 008:100 | 0,80  | 06:60  |
| 4.  | Unión Club Irún | 6   | 1 | 2 | 3 | 003:600 | 0,50  | 04:80  |

### Gruppe 4
|               | Ergebnis |               |
| ------------- | -------- | ------------- |
| CE Sabadell   | 4:0      | SC Granollers |
| CE Sabadell   | 1:0      | FC Badalona   |
| SC Granollers | 4:4      | CE Júpiter    |
| FC Badalona   | 2:1      | SC Granollers |
| CE Júpiter    | 2:1      | CE Sabadell   |
| FC Badalona   | 2:0      | CE Júpiter    |
| SC Granollers | 0:0      | CE Sabadell   |
| FC Badalona   | 0:1      | CE Sabadell   |
| CE Júpiter    | 5:0      | SC Granollers |
| CE Júpiter    | 2:1      | FC Badalona   |
| SC Granollers | 3:1      | FC Badalona   |
| CE Sabadell   | 3:0      | CE Júpiter    |

| Pl. | Verein        | Sp. | S | U | N | Tore    | Quote | Punkte |
| --- | ------------- | --- | - | - | - | ------- | ----- | ------ |
| 1.  | CE Sabadell   | 6   | 4 | 1 | 1 | 010:200 | 5,00  | 09:30  |
| 2.  | CE Júpiter    | 6   | 3 | 1 | 2 | 013:110 | 1,18  | 07:50  |
| 3.  | FC Badalona   | 6   | 2 | 0 | 4 | 006:800 | 0,75  | 04:80  |
| 3.  | SC Granollers | 6   | 1 | 2 | 3 | 008:160 | 0,50  | 04:80  |

### Gruppe 5
|                     | Ergebnis |                     |
| ------------------- | -------- | ------------------- |
| Gimnástico Valencia | 1:0      | FC Levante          |
| Cartagena FC        | 0:0      | Gimnástico Valencia |
| Cartagena FC        | 0:5      | FC Levante          |
| FC Levante          | 5:0      | Gimnástico Valencia |
| FC Levante          | 4:1      | Cartagena FC        |
| Gimnástico Valencia | 1:1      | Cartagena FC        |

| Pl. | Verein              | Sp. | S | U | N | Tore    | Quote | Punkte |
| --- | ------------------- | --- | - | - | - | ------- | ----- | ------ |
| 1.  | FC Levante          | 4   | 3 | 0 | 1 | 014:300 | 4,67  | 06:20  |
| 2.  | Gimnástico Valencia | 4   | 1 | 2 | 1 | 002:600 | 0,33  | 04:40  |
| 3.  | Cartagena FC        | 4   | 0 | 2 | 2 | 003:100 | 0,30  | 02:60  |

FC Elche qualifizierte sich ebenfalls für die Gruppe 5, wurde aber nach dem zweiten Spieltag aus dem Wettbewerb genommen.

### Gruppe 6
|                    | Ergebnis |                    |
| ------------------ | -------- | ------------------ |
| CD Malacitano      | 2:1      | Recreativo Granada |
| RCD Córdoba        | 2:2      | SCD Mirandilla FC  |
| SCD Mirandilla FC  | 3:1      | CD Malacitano      |
| Recreativo Granada | 5:1      | RCD Córdoba        |
| SCD Mirandilla FC  | 3:0      | Recreativo Granada |
| CD Malacitano      | 7:0      | RCD Córdoba        |
| SCD Mirandilla FC  | 2:1      | RCD Córdoba        |
| Recreativo Granada | 2:0      | CD Malacitano      |
| RCD Córdoba        | 0:4      | CD Malacitano      |
| Recreativo Granada | 1:0      | SCD Mirandilla FC  |
| CD Malacitano      | 5:1      | SCD Mirandilla FC  |
| RCD Córdoba        | 1:0      | Recreativo Granada |

| Pl. | Verein             | Sp. | S | U | N | Tore    | Quote | Punkte |
| --- | ------------------ | --- | - | - | - | ------- | ----- | ------ |
| 1.  | CD Malacitano      | 6   | 4 | 2 | 0 | 019:700 | 2,71  | 10:20  |
| 2.  | SCD Mirandilla FC  | 6   | 3 | 1 | 2 | 011:100 | 1,10  | 07:50  |
| 3.  | Recreativo Granada | 6   | 3 | 0 | 3 | 009:700 | 1,29  | 06:60  |
| 3.  | RCD Córdoba        | 6   | 1 | 1 | 4 | 005:200 | 0,25  | 03:90  |

### Gruppe 7
|                 | Ergebnis |                 |
| --------------- | -------- | --------------- |
| Atlético Tetuán | 2:1      | Unión Teneriffa |
| Unión Teneriffa | 10:1 1   | Atlético Tetuán |

| Pl. | Verein          | Sp. | S | U | N | Tore    | Quote | Punkte |
| --- | --------------- | --- | - | - | - | ------- | ----- | ------ |
| 1.  | Atlético Tetuán | 2   | 2 | 0 | 0 | 003:100 | 3,00  | 04:0   |
| 2.  | Unión Teneriffa | 2   | 0 | 0 | 2 | 001:300 | 0,33  | 0:40   |

Freilos: CD Mallorca

## Zweite Hauptrunde
|                     | Gesamt  |                | Hinspiel | Rückspiel |
| ------------------- | ------- | -------------- | -------- | --------- |
| Deportivo La Coruña | 5:5     | Sporting Gijón | 5:1      | 0:4       |
| FC Levante          | 1 0:1 1 | FC Barakaldo   |          |           |
| CD Mallorca         | 2:5     | CE Sabadell    | 2:1      | 1:4       |
| Atlético Tetuán     | 2:5     | CD Malacitano  | 2:2      | 0:3       |

### Entscheidungsspiele
Das Spiel wurde in Oviedo ausgetragen.
|                     | Ergebnis |                |
| ------------------- | -------- | -------------- |
| Deportivo La Coruña | 0:2      | Sporting Gijón |

## Dritte Hauptrunde
|              | Gesamt |                | Hinspiel | Rückspiel |
| ------------ | ------ | -------------- | -------- | --------- |
| FC Barakaldo | 3:4    | Sporting Gijón | 3:2      | 0:2       |
| CE Sabadell  | 3:2    | CD Malacitano  | 2:1      | 1:1       |

## Vierte Hauptrunde
|                | Gesamt |                  | Hinspiel | Rückspiel |
| -------------- | ------ | ---------------- | -------- | --------- |
| Sporting Gijón | 8:3    | Athletic Madrid  | 5:1      | 3:2       |
| CD Espanyol    | 4:4    | FC Valencia      | 1:0      | 3:4       |
| Betis Balompié | 4:1    | CE Sabadell      | 3:0      | 1:1       |
| CA Osasuna     | 7:1    | Racing Santander | 5:1      | 2:0       |

### Entscheidungsspiele
Das Spiel wurde in Saragossa ausgetragen.
|             | Ergebnis |             |
| ----------- | -------- | ----------- |
| CD Espanyol | 3:2      | FC Valencia |

## Achtelfinale
|                 | Gesamt |                      | Hinspiel | Rückspiel |
| --------------- | ------ | -------------------- | -------- | --------- |
| FC Madrid       | 3:3    | Arenas Club de Getxo | 2:1      | 1:2       |
| Athletic Bilbao | 7:4    | Celta Vigo           | 6:0      | 1:4       |
| Sporting Gijón  | 0:4    | FC Barcelona         | 0:0      | 0:4       |
| CD Espanyol     | 6:3    | FC Xerez             | 3:0      | 3:3       |
| FC Sevilla      | 5:5    | FC Hércules          | 3:1      | 2:4       |
| FC Murcia       | 2:3    | FC Saragossa         | 2:0      | 0:3       |
| CA Osasuna      | 9:6    | FC Oviedo            | 5:1      | 4:6       |
| FC Gerona       | 3:5    | Betis Balompié       | 1:2      | 2:3       |

### Entscheidungsspiele
|            | Ergebnis |                      |
| ---------- | -------- | -------------------- |
| FC Madrid  | 6:1      | Arenas Club de Getxo |
| FC Sevilla | 1 0:2 1  | FC Hércules          |

## Viertelfinale
|                | Gesamt |                 | Hinspiel | Rückspiel |
| -------------- | ------ | --------------- | -------- | --------- |
| FC Madrid      | 3:1    | Athletic Bilbao | 2:1      | 1:0       |
| CD Espanyol    | 2:4    | FC Barcelona    | 2:1      | 0:3       |
| FC Saragossa   | 1:4    | FC Hércules     | 1:1      | 0:3       |
| Betis Balompié | 1:3    | CA Osasuna      | 0:0      | 1:3       |

## Halbfinale
|            | Gesamt |              | Hinspiel | Rückspiel |
| ---------- | ------ | ------------ | -------- | --------- |
| FC Madrid  | 8:2    | FC Hércules  | 7:0      | 1:2       |
| CA Osasuna | 5:9    | FC Barcelona | 4:2      | 1:7       |

## Finale
| Madrid FC                                    | Madrid FC | FC Barcelona | FC Barcelona |
| -------------------------------------------- | --- | --- | ------------ |
| Madrid FC                                    | \| 21. Juni 1936 in Valencia (Estadio Mestalla) \| \| Ergebnis: 2:1 (2:1) \| \| Zuschauer: 22.000 \| \| Schiedsrichter: Julio Ostalé \|                                                          | \| 21. Juni 1936 in Valencia (Estadio Mestalla) \| \| Ergebnis: 2:1 (2:1) \| \| Zuschauer: 22.000 \| \| Schiedsrichter: Julio Ostalé \|                                                                       | FC Barcelona |
| Madrid FC                                    | Ricardo Zamora – Ciriaco Errasti, Jacinto Quincoces – Pedro Regueiro, Antonio Bonet, José Ramón Sauto – Eugenio, Luis Regueiro, Ildefonso Sañudo, Simón Lecue, Emilín Cheftrainer: Francisco Bru | José Iborra – Pedro Areso, José Bayo – José Argemí, Antonio Franco, Domènec Balmanya – Martí Ventolrà , Josep Raich, Josep Escolà, Enrique Fernández, Julio Munlloch Cheftrainer: Patrick O’Connell ( Irland) | FC Barcelona |
| Madrid FC                                    | 1:0 Eugenio (6.) 2:0 Simón Lecue (12.) | 2:1 Josep Escolà (29.) | FC Barcelona |
| 21. Juni 1936 in Valencia (Estadio Mestalla) | | |              |
| Ergebnis: 2:1 (2:1)                          | | |              |
| Zuschauer: 22.000                            | | |              |
| Schiedsrichter: Julio Ostalé                 | | |              |